# 豪普特 (明尼蘇達州)
豪普特（英語：Houpt）是位於美國明尼蘇達州艾塔斯卡縣諾爾鎮區的一個非建制地區。

## 地理
豪普特所處的海拔為高於海平面425米（即1394英呎），而該地所採用的時區為UTC-6，即北美中部時區（CST）。同時該地設有夏令時間，為UTC-6調快一小時，即UTC-5（CDT）。